# لويلا بارسونز
لويلا بارسونز (بالإنجليزية: Louella Parsons) (اسم الولادة لولا روز أوتينجر؛ 6 أغسطس 1881 - 9 ديسمبر 1972) تعتبر أول محرر عمود صحفي للأفلام وكاتبة سيناريو. وقد احتفظ بها الناشر بالصحيفة وليام راندولف هيرست، وذلك بسبب إشادتها بعشيقته ماريون ديفيز، وربما لأنها تسترت عليه عندما قتل توماس هاربر إنس.
في ذروة شهرتها، كانت أعمدتها تقرأ من قبل 20 مليون شخص في 400 صحيفة في جميع أنحاء العالم. وقد بقيت ملكة هوليوود حتى وصول هيدا هوبر الشهيرة، وكانتا تتنافسان بالموهبة بشراسة لسنوات.

## روابط خارجية
- لويلا بارسونز على موقع IMDb (الإنجليزية)
- لويلا بارسونز على موقع الموسوعة البريطانية (الإنجليزية)
- لويلا بارسونز على موقع روتن توميتوز (الإنجليزية)
- لويلا بارسونز على موقع أول موفي (الإنجليزية)
- لويلا بارسونز على موقع قاعدة بيانات الأفلام السويدية (السويدية)
- لويلا بارسونز على موقع إن إن دي بي (الإنجليزية)
- لويلا بارسونز على موقع ديسكوغز (الإنجليزية)
- لويلا بارسونز على موقع قاعدة بيانات الفيلم (الإنجليزية)